# Richard M. Weiner

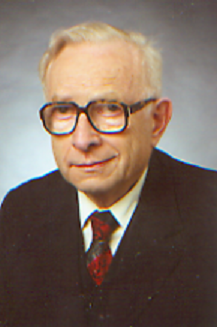
Richard M. Weiner

Richard M. Weiner (geboren 6. Februar 1930 in Czernowitz, damals Königreich Rumänien, heute Ukraine; gestorben am 13. August 2020 in Marburg) war ein rumänisch-deutscher theoretischer Physiker und Science-Fiction-Autor.

## Leben
Er überlebte das jüdische Ghetto in Czernowitz. 1958 promovierte er an der Universität Bukarest. Er wollte Rumänien verlassen, wurde jedoch als Refusenik eingestuft. 1969 gelang ihm die Flucht und er stieß zum CERN. Nach weiteren Aufenthalten an den Universitäten Bonn, Indiana (Bloomington) und Imperial College (London) wurde er 1974 zum Professor für Theoretische Physik an die Universität Marburg berufen. Er forschte u. a. in den USA an dem Brookhaven National Laboratory, Lawrence Berkeley National Laboratory, Los Alamos National Laboratory und seit 1995 in Paris am Laboratoire de Physique Théorique, Orsay.
Weiner ist Autor von über 180 wissenschaftlichen Publikationen. Er sagte die Isomerieverschiebung voraus, welche Anwendungen in vielen Gebieten der Physik gefunden hat, wie auch den Hot-Spot-Effekt in der Teilchenphysik. Er leistete wichtige Beiträge zu Bose-Einstein-Korrelationen und schrieb dazu auch das erste und bisher einzige Fachbuch.
Er veröffentlichte auch zwei Science-Fiction-Romane.

## Werke
- Introduction to Bose–Einstein Correlations and Subatomic Interferometry. Wiley, Chichester 2000, ISBN 0-471-96922-2.
- Analogies in Physics and Life: A Scientific Autobiography. World Scientific, Singapore 2008, ISBN 978-981-270-470-2 (PDF).

- Das Miniatom-Projekt: Ein Wissenschafts- und Kriminalroman. Verlag LiteraturWissenschaft.de, Marburg 2006, ISBN 3-936134-14-6 (Rezensionen).
- Aufstand der Denkcomputer, Roman. Verlag LiteraturWissenschaft.de, Marburg 2014, ISBN 978-3-936134-41-4.
- Tagebuch eines Denkcomputers – Fortsetzung eines Romans. Verlag LiteraturWissenschaft.de, Marburg 2020, ISBN 978-3-936134-72-8.